# Петровобудское сельское поселение
Петровобу́дское сельское поселение — муниципальное образование в юго-западной части Гордеевского района Брянской области. Центр — село Петрова Буда.
Образовано в результате проведения муниципальной реформы в 2005 году в границах Петровобудского и Смяльчского сельсоветов.

## Население
| 2010 | 2011  | 2012  | 2013  | 2014  | 2015  | 2016  |
| ---- | ----- | ----- | ----- | ----- | ----- | ----- |
| 1259 | ↘1250 | ↘1189 | ↘1076 | ↘1059 | ↘1011 | ↗1013 |
| 2017 | 2018  | 2019  | 2020  | 2021  |       |       |
| ↘993 | ↘964  | ↘942  | ↘925  | ↗938  |       |       |

## Населённые пункты
| № | Населённый пункт | Тип     | Население |
| - | ---------------- | ------- | --------- |
| 1 | Владимировка     | посёлок | ↘10       |
| 2 | Залиповье        | посёлок | ↘1        |
| 3 | Малоудёбное      | деревня | ↘156      |
| 4 | Перетин          | село    | ↘207      |
| 5 | Петрова Буда     | село    | ↘356      |
| 6 | Смяльч           | село    | ↘345      |
| 7 | Сугродовка       | посёлок | ↘1        |

Законом Брянской области от 28 сентября 2015 года № 74-З, в связи с фактическим отсутствием населения был упразднён посёлок Криштопов Ручей.